# The Underfall Yard
The Underfall Yard is het zesde studioalbum van de Engelse progressieve-rockband Big Big Train. Het album werd in 2009 op cd uitgebracht op het eigen label English Electric Recordings. Het album is opgenomen in de eigen English Electric Studios in Bournemouth en de Aubitt Studios in Southampton. Een aantal bekende artiesten uit de progressieve rock trad op als sessiemuzikanten.
In 2016 werd het album heruitgegeven op cd en als muziekdownload. 

## Achtergrond
Hoewel het vorige album The Difference Machine zeer goed ontvangen werd en van Big Big Train een progressieve-rockband met aanzien maakte, sloeg de band toch een ander pad in. Zoals eerder in de geschiedenis van de band, vonden er opnieuw personeelswisselingen plaats binnen Big Big Train waarna ze verder gingen als trio. Zanger Sean Filkins maakte plaats voor David Longdon en drummer Steve Hughes werd vervangen door Nick D'Virgilio (hier nog los van de band). Longdon was in 1996 nog beoogd opvolger van Phil Collins bij Genesis (het werd uiteindelijk Ray Wilson). Longdon was er verantwoordelijk voor dat de liedjes meer verhalend van karakter werden, aldus Spawton in IO Pages 160 (februari 2021).

## Ontvangst
Leo Koperdraat van Dutch Progressive Rock Pages zag twee opmerkelijke verschillen met het vorige album. Ten eerste de bezetting waarmee de band uitsluitend uit multi-instrumentalisten bestond. Ten tweede heeft The Underfall Yard volgens hem een andere atmosfeer; niet experimenteel maar rustig, toegankelijker maar tegelijk krachtig. Koperdraat noemde de nummers de beste die Spawton ooit voor Big Big Train geschreven heeft. Hij sloot zijn recensie af met de opmerking dat "I would not be surprised at all if in, let’s say, ten years from now The Underfall Yard is considered to be one of the classic albums in prog's history. It’s an absolute masterpiece!"
Mark Meeuws van ProgWereld ging in zijn recensie in op de personeelswisseling. Volgens hem is Longdon een betere zanger dan Filkins, wiens beperkte stembereik een van de weinige kritiekpunten op het vorige album was. Hij noemde het album niet 'gemakkelijk beter' dan The Difference Machine maar wel 'gemakkelijk net zo goed'. Volgens hem heeft de band twee meesterwerken achter elkaar afgeleverd. Ook Brad Birzer van Progarchy was zeer te spreken over The Underfall Yard. Hij omschreef het album als Big Big Train's "ultimate contribution to the world of art" en "a (perhaps, THE) cornerstone of third-wave prog".

## Musici
- David Longdon – zang, dwarsfluit, mandoline, dulcimer, orgel, psalter en glockenspiel
- Andy Poole – basgitaar, toetsinstrumenten
- Greg Spawton – gitaar, basgitaar, toetsinstrumenten

Met:
- Dave Desmond – trombone
- Rick Evans – kornet
- Jan Foyle – (elektrische) cello
- Dave Gregory (XTC) – gitaar, sitar
- Nick Stone – hoorn
- Jan Truscott – tuba
- Nick D'Virgilio (Spock's Beard) – drums
- Francis Dunnery (It Bites) – gitaar
- Jem Godfrey (Frost*) – synthesizers

## Muziek
Allen door Spawton, bewerkt door Longdon en Poole, blaasarrangementen door Desmond:
| Nr. | Titel                     | Duur  |
| --- | ------------------------- | ----- |
| 1.  | Evening Star              | 4:53  |
| 2.  | Master James of St George | 6:18  |
| 3.  | Victorian Brickwork       | 12:33 |
| 4.  | Last Train                | 6:28  |
| 5.  | Winchester Diver          | 7:31  |
| 6.  | The Underfall Yard        | 22:54 |

## Heruitgave
Na dit album kreeg Big Big Train steeds meer financiële armslag, waarbij rond 2020 het idee ontstond The Underfall Yard opnieuw uit te brengen, waarbij de klank met modernere techniek verbeterd kon worden. Daarbij werden twee nummers op kleine schaal aangepast. In Winchester Driver werd een gedeelte van de synthesizerpartij vervangen door de koperblazers, terwijl Francis Dunnery een nieuwe gitaarsolo opnam voor The Underfall Yard. Ron Aubrey zou alles opnieuw mixen. Toegevoegd werd een tweede compact disc. Er werd een nieuwe versie van Victorian Brickwork opgenomen, dat volgens de originele opzet een suite (Songs from the Shoreline) zou vormen met Fat Billy Shouts Mine, maar dat idee werd in 2009 losgelaten. Ook The Underfall Yard werd opnieuw opgenomen en voorzien van een prelude. Toegevoegd werd Brew and Burgh; een nieuwe track ter begeleiding van de nieuwe versie van het album. De heruitgave volgde op 2cd door hun eigen beheerlabel  en Belle Antique en op lp uitgebracht door Plane Groovy. 
| Nr. | Titel                                                                      | Duur  |
| --- | -------------------------------------------------------------------------- | ----- |
| 1.  | Songs From The Shoreline : Victorian Brickwork (heropname 2020)            | 12:32 |
| 2.  | Songs From The Shoreline : Fat Billy Shouts Mine                           | 6:25  |
| 3.  | Prelude To The Underfall Yard                                              | 2:23  |
| 4.  | The Underfall Yard (heropname 2020)                                        | 22:50 |
| 5.  | Brew And Burgh                                                             | 4:31  |
| 6.  | Winchester Diver (instrumentale versie)                                    | 7:26  |
| 7.  | Evening Star Demo (dit nummer zou oorspronkelijk The Underfall Yard heten) | 2:36  |